# Trhae Mitchell
Trhae Maurice Mitchell (Mableton, Georgia; 19 de agosto de 1997) es un baloncestista estadounidense que pertenece a la plantilla de los Birmingham Squadron de la G League. Con 1,98 metros de estatura, juega en la posición de base. 

## Trayectoria deportiva

### Universidad
Jugó cuatro temporadas con los Jaguars de la Universidad del Sur de Alabama, en las que promedió 9,0 puntos, 5,6 rebotes, 2,5 asistencias y 1,5 tapones por partido, En sus dos últimas temporadas fue incluido en el tercer mejor quinteto de la Sun Belt Conference. Fue tercero en la historia de la universidad con 185 tapones en su carrera y sexto en rebotes, con 704. También fue el único jugador en la historia del programa que lideró al equipo en rebotes, asistencias, robos y tapones en la misma temporada, y el segundo en tener 200 rebotes y 100 asistencias en un año.

#### Estadísticas
| Año     | Equipo        | PJ  | PT  | MPP  | %TC  | %3P  | %TL  | RPP | APP | ROB | TPP | PPP  |
| ------- | ------------- | --- | --- | ---- | ---- | ---- | ---- | --- | --- | --- | --- | ---- |
| 2016–17 | South Alabama | 28  | 11  | 14.5 | .623 | .636 | .519 | 2.6 | 1.0 | .4  | .8  | 3.5  |
| 2017–18 | South Alabama | 32  | 32  | 29.9 | .461 | .361 | .618 | 6.1 | 2.6 | .9  | 1.4 | 7.0  |
| 2018–19 | South Alabama | 34  | 34  | 34.2 | .478 | .420 | .647 | 7.6 | 3.6 | 1.1 | 2.1 | 13.6 |
| 2019–20 | South Alabama | 31  | 27  | 31.9 | .465 | .362 | .766 | 5.8 | 2.5 | 1.0 | 1.5 | 11.1 |
| Total   | Total         | 125 | 104 | 28.1 | .481 | .401 | .669 | 5.6 | 2.5 | .9  | 1.5 | 9.0  |

### Profesional
Tras no ser elegido en el Draft de la NBA de 2020, no fue hasta enero de 2021 cuando firmó su primer contrato profesional, tras superar con éxito una prueba con los Rio Grande Valley Vipers de la G League. En su segunda temporada, ayudó con 9,8 puntos, 7,4 rebotes, 2,8 asistencias, 1,4 robos y 1,4 tapones por partido a ganar el campeonato de la G League.
En la temporada 2023-24 fue incluido en el mejor quinteto defensivo de la NBA G League.
El 8 de junio de 2024, Mitchell firmó con Calgary Surge de la Canadian Elite Basketball League.
El 14 de octubre de 2024 firmó con los New Orleans Pelicans, pero fue despedido dos días después. El 28 de octubre, se unió al Birmingham Squadron.